# Emilio Giovannini
Emilio Giovannini (Parma, 25 gennaio 1906 – ...) è stato un calciatore italiano, di ruolo portiere.

## Carriera
Di professione muratore, con il Parma disputa 9 gare nel campionato di Prima Divisione 1925-1926. Resta in forza ai ducali fino al 1929, quando si trasferisce al Fiorenzuola: con i rossoneri ottiene la promozione al termine del campionato di Seconda Divisione 1929-1930, e vi rimane fino al 1933, giocando via via sempre meno a causa di un infortunio che lo condiziona. In seguito gioca per una stagione nel Carpi.